# Шаре (Польща)
Шаре (пол. Szare) — село в Польщі, у гміні Мілювка Живецького повіту Сілезького воєводства.
Населення — 785 осіб (2011).
У 1975-1998 роках село належало до Бельського воєводства.

## Демографія
Демографічна структура станом на 31 березня 2011 року:
|          | Загалом | Допрацездатний вік | Працездатний вік | Постпрацездатний вік |
| -------- | ------- | ------------------ | ---------------- | -------------------- |
| Чоловіки | 393     | 78                 | 275              | 40                   |
| Жінки    | 392     | 86                 | 228              | 78                   |
| Разом    | 785     | 164                | 503              | 118                  |